# Йокотані Масакі
Йокотані Масакі (яп. 横谷 政樹, нар. 10 травня 1952, Кіото) — японський футболіст, що грав на позиції захисника.

## Клубна кар'єра
Грав за команду Хітачі, All Nippon Airways.

## Виступи за збірну
Дебютував 1974 року в офіційних матчах у складі національної збірної Японії. У формі головної команди країни зіграв 20 матчів.

## Статистика
Статистика виступів у національній збірній.
| Збірна Японії | Збірна Японії | Збірна Японії |
| Роки          | Ігри          | голи          |
| ------------- | ------------- | ------------- |
| 1974          | 1             | 0             |
| 1975          | 10            | 0             |
| 1976          | 6             | 0             |
| 1977          | 3             | 0             |
| Усього        | 20            | 0             |